# 2020年日本賽馬
2020年日本賽馬（日語：2020年の日本競馬），是2020年（令和2年）日本賽馬界發生的重大事件及各項賽事的記錄。

## 重大事件概要

### 中央競馬

#### 新型冠狀病毒病影響
由於嚴重急性呼吸綜合症冠狀病毒2型由2月開始於日本爆發造成新型冠狀病毒病疫情，日本中央競馬會宣佈採取「閉門作賽」的措施，所有賽事均不允許觀眾入場觀看。
而對於賽馬業相關的人士如騎師、練馬師及馬主，其均需要遵守疫情期間定下的規例。
而於10月開始因疫情逐漸放緩，各競馬場有限度開放給予觀眾入場觀賽，但均需要遵守防疫措施並限制入場人數，以下為各競馬場的限制：
- 第4回東京競馬（10月10日 - 11月1日）：1047席
- 第4回京都競馬（10月10日 - 11月1日）：778席
- 第4回新潟競馬（10月10日 - 10月25日）：621席
- 第3回福島競馬（10月31日 - 11月15日）：1907席
- 第5回東京競馬（11月7日 - 11月29日）：4384席
- 第5回阪神競馬（11月7日 - 11月29日）：2919席
- 第5回中山競馬（12月5日 - 12月27日）：2542席
- 第6回阪神競馬（12月5日 - 12月27日）：2919席
- 第3回中京競馬（12月5日 - 12月20日）：1735席

#### 雄馬戰線及雌馬戰線同時出現無敗三冠
本年度的雌馬經典戰線中，「謀勇兼備」先於表列賽小妖精錦標中由外檔殺出輕取對手，其後於櫻花賞再以同樣戰術取得第一冠。於優駿牝馬（日本橡樹）大賽中，其成功由馬群之中突破並阻止對手反超取得勝利。進入秋季後，其直走秋華賞並於直路上以凌厲的姿態取得領先，最終成為日本第6匹三冠雌馬，亦為首匹無敗三冠雌馬。
而於雄馬經典戰線方面，「鐵鳥翱天」於皋月賞中成功戰勝「戰舞者」，其後於東京優駿（日本打吡）中於中檔展現出優秀的加速力拋離後方3馬位勝出。於秋季時，其先出戰神戶新聞盃並於馬群之中的空隙殺出取得勝利，於正賽菊花賞時候則於直路和「大哲學家」一直纏鬥，最終以頸位優勢壓贏對手取得三冠，亦為第3匹以無敗姿態達成此成就的賽駒，更令日本本年度兩條經典戰線均出現無敗三冠。

#### 3匹三冠馬會師日本盃
「謀勇兼備」及「鐵鳥翱天」分別奪得秋華賞及菊花賞後，陣營均宣佈下個目標為日本盃，而剛剛於秋季天皇賞取得第八個一級賽冠軍、於2018年達成雌馬三冠的「杏目」亦宣佈以此賽事為目標。本屆日本盃為繼2012年日本盃的「黃金巨匠」及「貴婦人」後再度有三冠馬進行對決，更為首次三匹三冠馬同場對決。最終，三駒於直路上展開鬥爭，「杏目」取得冠軍、「鐵鳥翱天」取得季軍、「謀勇兼備」取得季軍。

#### 分級賽主要變更
女皇伊利沙伯二世盃、一哩冠軍賽、CBC賞、子犬座錦標、中京紀念、夢幻錦標、京都錦標、京都兩歲錦標及京阪盃移師至阪神競馬場舉行，愛知盃移師至小倉競馬場舉行，東海錦標移師至京都競馬場舉行，人馬錦標移移師中京競馬場舉行。京都跳欄錦標改於阪神競馬場障礙3140米跑道舉行、阪神跳欄錦標改於中京競馬場障礙3300米跑道舉行、玫瑰錦標改於中京競馬場草地2000米跑道舉行、神戶新聞盃改於中京競馬場草地2200米跑道舉行天狼星錦標改於中京競馬場泥地1900米跑道舉行。富士錦標升格為二級賽。彌生賞更名為彌生賞大震撼紀念。

### 地方競馬

#### 地方競馬教育中心新館建設工程
地方競馬教育中心宣佈將由4月開始在損毀的體育館及研究館舊址上興建新館，當中將會設有附帶視聽設備的課室及訓練室，亦有其他教育設施及研究設施，以及用以處理日常行政工作的事務所及會議室。

## 時間表

### 1月-3月
- 1月6日 - 騎師川田將雅出戰京都競馬場第9場賽事，達成第10000場次出賽，亦為第40位達成此數字的騎師。同日，「Hokusho Masaru」勝出輓馬十勝金盃，達成第30連勝，打破日本記錄[1]。
- 1月8日 - 園田競馬場因跑道狀態不良而取消第4場及之後的賽事。
- 1月9日 -2015年新山紀念冠軍「意式美食」及兩勝三級賽的「猛力進攻」退役[2][3]。以園田及姬路兩競馬場現場解説員身份服務近64年的吉田勝彥於解説本日園田競馬場第6場賽事後退休，退役儀式於所後賽事結束後舉行。
- 1月12日 - 騎師內田博幸出戰中山競馬場第3場賽事，達成第11000場出賽，亦為第32位達成此數字的騎師[4]。
- 1月13日 - 騎師柴田善臣出戰初春錦標，達成第21000場出賽，亦為第3位達成此數字的騎師。
- 1月17日 - 日本中央競馬會因大雪取消中山競馬場的晚間早盤投注[5]。
- 1月18日 - 騎師吉田豐出戰中山競馬場第8場賽事，達成第16000場出賽，亦為第12位達成此數字的騎師。同日，中山競馬場第4場賽事中，1名工作人員於3號障礙控制於此發生墮馬事故的賽駒時，被另一匹第二次途經此障礙的賽駒碰撞，該賽駒亦同樣發生墮馬。
- 1月19日 - 騎師柴田大知出戰小倉競馬場第2場賽事，達成第10000場頭馬，亦為第41位達成此數字的騎師。
- 1月22日 - 兩勝分級賽的「Rabbit Run」轉籍地方，四勝一級賽的「雍容白荷」及兩勝分級賽的「覓奇魔力」退役。
- 1月23日 - 三勝三級賽的「班師回朝」退役。
- 1月24日 - 大井競馬場第7場賽事出現爆冷，「三重彩」的284815.5倍賠率打破地方記錄，「二重彩」的3986.6倍打破大井記錄。同日，日本現役最年長騎師森下博宣佈將於3月31日掛鞭，將成為馬伕。
- 1月29日 - 2017年函館紀念冠軍「Luminous Warrior」轉籍地方，兩勝一級賽的「文雅之士」因腳部不適退役[6]。
- 1月30日 - 場外投注所「Aiba中標津」因惡劣天氣暫停營業。
- 1月31日 - 騎師濱野谷憲尚掛鞭，將成為訓練助手[7]。
- 2月1日 - 上年度京都牝馬錦標冠軍「仙女恩典」退役。同日，騎師熊澤重文因於牛若丸跳欄錦標最後100米時明顯收慢座騎而被日本中央競馬會以不盡力策騎為由判罰停賽2個賽馬日。
- 2月2日 - 「巧金匠」勝出東京競馬場第7場賽事，「黃金旅程」子嗣達成第1100場頭馬，亦為第15匹達成此成就的種馬[8]。同日，根岸錦標出現罕見事件，為中央首次出現於關東地方舉辦的分級賽中所有出賽馬均隸屬栗東訓練中心的情況。另外，「WIN5」僅有一注獨中，4億3390萬7040日圓的派彩為第二高。
- 2月6日 - 2017年雌馬賽冠軍「Karakurenai」退役。
- 2月7日 - 騎師菅原俊吏掛鞭。
- 2月12日 - 2018年打吡公爵挑戰盃冠軍「沐浴愛河」轉籍地方。
- 2月17日 - 騎師山崎真掛鞭。
- 2月19日 - 上年度目黑紀念冠軍「再望山河」及2018年星團盃冠軍「Oken Believe」退役。
- 2月22日 - 「Moonshot」勝出小倉競馬場第5場賽事，「大震撼」子嗣達成第2100場頭馬，亦為第2匹達成此成就的種馬，更為第最快的達成者[9]。同日，第十六人氣的「Miraieno Tsubasa」勝出鑽石錦標，「獨贏」的325.5倍賠率為中央分級賽中第三高。
- 2月23日 - 「魔族雅谷」勝出二月錦標，成為第5匹均於草地及泥地一級賽取勝的賽駒。
- 2月27日 - 上年度日本育馬場盃短途賽冠軍「Bulldog Boss」轉籍地方。
- 2月29日 - 騎師四位洋文掛鞭，將成為練馬師。同日，沙特盃賽事日於沙特阿拉伯安都拉茲馬場舉行，出戰沙美沙特打吡盃的「適意旅程」取得冠軍、出戰維雅德泥地短途錦標的「馬泰領空」取得亞軍、出戰沙特盃的「金色夢」及「Chrysoberyle」分別取得第六及第七。
- 3月3日 - 練馬師作田誠二及山内研二退役。
- 3月4日 - 騎師柴山雄一宣佈改以栗東訓練中心作為基地，其後進入武幸四郎馬房[10]。同日，騎師森下博勝出川崎競馬場第9場賽事，以64歲10個月之齡刷新由自身保持的地方競馬頭馬騎師最年長記錄。
- 3月6日 - 三勝三級賽的「馬國之巔」退役。
- 3月15日 - 騎師吉田隼人出戰中京競馬場第2場賽事，達成第11000場出賽，亦為第33位達成此數字的騎師[11]。
- 3月16日 - 同日，地方競馬全國協會宣佈，2021年的日本育馬場盃系列賽事除日本育馬場盃兩歲優駿外，均於金澤競馬場舉行[12]。
- 3月18日 - 三勝分級賽的「Andes Queen」退役。
- 3月21日 - 騎師北村宏司出戰中山競馬場第6場賽事，達成第15000場出賽，亦為第15位達成此數字的騎師。同日，「Hokusho Masaru」於輓馬紀念取得第三，未能刷新連勝記錄。
- 3月22日 - 「Good As Gold」勝出阪神競馬場第3場賽事，「大和主將」子嗣達成第1000場頭馬，亦為第22匹達成此成就的種馬。同日，2017年京都跳欄錦標冠軍「Meiner Fiesta」退役[13]。
- 3月23日 - 騎師宮下瞳出戰名古屋競馬場第3場賽事，達成第10000場出賽，亦為首位達成此數字的日本女騎師。
- 3月25日 - 2017年埼玉電視盃橢圓短途錦標冠軍「Saita Three Red」轉籍地方。
- 3月27日 - 北海道警門別警察署以涉嫌毀棄損壞拘捕1名居住在埼玉縣川口市的55歲女性，據悉其和上年9月「大樹快車」毛髮被剪去一事有關，而警方則表示會繼續調查此女性和其餘3匹退役馬「玫瑰帝國」、「勝利獎券」及「琵琶晨光」的事件有無任何關聯（詳情參考2019年日本賽馬#7月-9月）。
- 3月28日 - 日本中央競馬會因大雪而取消中山競馬場的晚間早盤投注。
- 3月29日 - 中山競馬場因大雪將第3場賽事推遲至3月31日舉行。同日，於高松宮紀念以第一名衝線的「超神建築」被賽會指出於直路的內閃妨礙第二名衝線的「魔族閃焰」及第四名衝線的「全音階」，因而將其貶至第四，「魔族閃焰」遞補冠軍，為繼2010年日本盃「迷人景致」一事後，再有一級賽發生第一名衝線的賽駒被貶名次。
- 3月30日 - 騎師麥晴欣勝出船橋競馬場第4場賽事，達成第29場頭馬，追平文羅及顧偉樂的客串騎師最多頭馬記錄。
- 3月31日 - 騎師東川公則、宇都英樹及伊藤千尋掛鞭，東川將成為練馬師，練馬師久保與造、阪本泰之、田中敏和及香取和孝退役。同日，騎師麥晴欣勝出船橋競馬場第5場賽事，達成第30場頭馬，打破客串騎師最多頭馬記錄。另外，兩勝一級賽的「觸動心弦」退役。

### 4月-6月
- 4月1日 - 2018年堅蘭盃冠軍「純美化身」退役。
- 4月2日 - 笠松競馬場第5場賽事中，其中1匹馬的馬伕未離開閘箱時閘門經已開啟，賽會最終判定為不公平出閘並取消賽事。同日，日本時間清晨5時30分左右，北海道安平町吉田牧場其中一棟馬房發生火災，5匹在內的繁殖雌馬死亡，牧場方其後向北海道警苫小牧警察署報案以調查起火原因。
- 4月3日 - 日本中央競馬會總部的1名職員確診新型冠狀病毒病，調查後確認3名騎師藤懸貴志、川須榮彥及岩崎翼和其於阪神競馬場有過接觸，日本中央競馬會隨即取消3人於本週末的聘約以防範病毒傳播。
- 4月5日 - 「大震撼」子嗣於本日及昨日的賽事中均未能取得勝利，由2015年2月7日延續的269週連續勝利記錄被中斷。
- 4月6日 - 京都競馬場的2名職員確診新型冠狀病毒病，據瞭解2人曾和4月3日確診的員工聚餐，確診後2人將按照指引進行家居隔離。
- 4月7日 - 園田競馬場第8場賽事中，其中7匹雄馬賽駒原定需要負重55公斤出賽，但於出馬表中被記錄為56公斤，為確保比賽公平性，賽會決定將7匹賽駒排除於出賽名單外。同日，大井競馬場第6場次賽事中，1匹賽駒不願入閘導致比賽推遲，而當此賽駒入閘後另一匹賽駒突然衝出閘門，當工作人員安排此賽駒重新入閘時候又有第3匹賽駒衝出並被排除於比賽名單之外，導致整場賽事延遲20分鐘以上。
- 4月8日 - 2018年日經賞冠軍「執著己見」退役[14]。
- 4月10日 - 1名隸屬美浦訓練中心稻垣幸雄馬房的職員疑似感染新型冠狀病毒病，為防範病毒傳播，日本中央競馬會決定將稻垣馬房本週將出戰的3匹賽駒排除於出賽名單外，而該名員工於翌日進行測試後確認為陰性。同日，山櫻特別中，司閘員的助手未有確認閘箱情況便舉起白旗示意開閘，最終賽會判定為不公平出閘並取消賽事。
- 4月17日 - 北海道警門別警察署再度拘捕上述提到的55歲女性，稱調查過後發現其和「勝利獎券」的事件有關。同日，騎師小林靖幸掛鞭。另外，2017年子犬座錦標冠軍「King's Guard」退役[15]。
- 4月18日 - 「June Aqua」勝出福島競馬場第5場賽事，「大洋船」子嗣達成第1400場頭馬，亦為第8匹達成此成就的種馬[16]。同日，「長山之馬」勝出中山跳欄大賽，成為首匹五連霸同一場中央分級賽的賽駒。
- 4月19日 - 阪神競馬場第5場賽事出現爆冷，「位置Q」的1179.1倍數賠率打破阪神記錄。同日，「Cafe King」勝出中山競馬場第5場賽事，「夏威夷王」子嗣達成第1900場頭馬，亦為第3匹達成此成就的種馬。另外，騎師永森大智出戰高知競馬場第5場賽事，達成第10000場出賽。
- 4月22日 - 2018年函館紀念冠軍「Air Anthem」退役[17]。
- 4月24日 - 1名隸屬名古屋競馬場安部幸夫馬房的馬伕疑似感染新型冠狀病毒病，為防範病毒傳播，愛知縣競馬組合決定將稻垣馬房本日將出戰的9匹賽駒排除於出賽名單外。同日，出戰名古屋競馬場6場賽事的大畑雅章於座騎出閘後繮繩脱手，愛知縣競馬組合以做出危險動作及監管不力為由對其所屬的練馬師井手上慎一作出停薪2日的處罰。
- 4月25日 - 騎師藤田菜七子勝出福島競馬場第1場賽事，達成第100場頭馬，亦為首位達成此成就的中央女騎師。同日，京都競馬場及東京競馬場分別有4場及1場賽事出現賠率超過100.0倍的「萬馬券」，打破1日及1週內最多記錄。
- 4月26日 - 京都競馬場第1場賽事的直路上，騎師岩田康誠的座騎因出現問題跌倒，導致附近的其他4匹賽駒發生墮馬事故，岩田及松山弘平分別因右前腕骨骨折及骶骨骨折而被緊急送往京都府京都市內的醫院治理[18]。
- 4月28日 - 札幌地方檢察院以「破壞程度小」為由不起訴該名55歲女性。
- 5月2日 - 「Suzuka Lupin」出戰下鴨錦標，達成第100場次出賽，為第8匹達成此數字的賽駒。
- 5月3日 - 騎師田中勝春出戰東京競馬場第5場賽事，達成第20000場出賽，亦為第5位達成此數字的騎師[19]。
- 5月7日 - 於上年度暫停策騎的騎師別府真衣宣佈復出。
- 5月9日 - 上年度年京都跳欄錦標冠軍「Delightful」退役[20]。練馬師椎名廣明將於5月31日退役。
- 5月14日 - 騎師井上俊彥策騎「Red Card」勝出北斗盃，以55歲數1個月之齡打破北海道分級賽優勝騎師最高齡記錄。
- 5月17日 - 「杏目」勝出維多利亞一哩賽，達成第7場草地一級賽頭馬追平記錄，亦成為第4匹總獎金超越10億日圓的雌馬。
- 5月20日 - 2018年佐賀紀念冠軍冠軍「Leur Sauveur」轉籍地方[21]。
- 5月21日 - 2018年鳴尾紀念冠軍「Strong Titan」退役。
- 5月22日 - 騎師中谷雄太將於5月24日掛鞭[22]。
- 5月23日 - 「Cinema Songs」勝出東京競馬場第12場賽事，「真心呼喚」子嗣達成第1100場出賽，亦為第16匹達成此數字的種馬[23]。
- 5月25日 - 大井競馬場的誘導馬「Saint Memory」逃出競馬場並於1.5公里外的路口和1輛汽車碰撞，導致司機及馬匹均有受傷，而事件發生途中1名嘗試阻止馬匹的警衞亦被撞到受傷。事後特別區競馬組合就事件向受害人及附近居民致歉，同時宣佈詳細調查原因及商討防範對策。
- 5月26日 - 早前因發生火災導致5匹繁殖雌馬死亡的吉田牧場之負責人吉田晴雄接受體育日本訪問，表示礙於自身身體狀態限制而決定停止牧場的馬匹生產業務。
- 5月27日 - 門別競馬場因濃霧取消百脈根特別。
- 5月30日 - 騎師田邊裕信出戰櫸錦標，達成第11000場出賽，亦為第34位達成此數字的騎師[24]。
- 5月31日 - 騎師太宰啟介出戰京都競馬場第八場賽事，達成第11000場出賽，亦為第35為達成此數字的騎師[25]。
- 6月3日 - 笠松競馬場第2場賽事途中突然停電，導致直播的形象及聲音中團，事後查明為有蛇進入了配電室內並和機器有所接觸。
- 6月5日 - 本年度鑽石錦標冠軍「Miraieno Tsubasa」因右前腳出現肌腱炎而退役[26]。
- 6月6日 - 兩勝三級賽的「Meiner Crop」退役[27]。
- 6月7日 - 騎師橫山典弘出戰東京競馬場第3場賽事，達成第20000場出賽，亦為第6位達成此數字的騎師。
- 6月9日 - 「北部玄駒」獲選為殿堂馬。
- 6月14日 - 騎師和田龍二出戰阪神競馬場第2場賽事，達成第18000場出賽，亦為第8位達成此數字的騎師[28]。
- 6月17日 - 四勝分級賽的「霧都」退役。
- 6月19日 - 船橋競馬場因播放設備故障而取消第1至第5場賽事。
- 6月20日 - 日本時間早上8時10分左右，1匹於大井競馬場內訓練的賽駒受到驚嚇逃走，若20分鐘後被發現於運河內游泳，工作人員隨即引導其游往岸邊並將其帶回，經檢查過後賽駒有輕微受傷。
- 6月21日 - 「Tritsch Tratsch」勝出東京競馬場第7場賽事，「黃金魅力」子嗣達成第1000場賽事，亦為第23匹達成此成就的種馬[29]。
- 6月23日 - 岐阜縣地方競馬組合表示，因警方懷疑隸屬笠松競馬場的3名騎師及1名練馬師涉嫌投注違反《競馬法》第29條，因而召見4人前往岐阜縣警羽島警察署詢問（詳情請參見笠松競馬場#相關人士多次違反《競馬法》事件）。
- 6月27日 - 由搞笑藝人及導演北野武擁有的「Kitano Commandeur」退役。

### 7月-9月
- 7月4日 - 2015年京王盃兩歲錦標冠軍「Ball Lightning」退役[30]。
- 7月5日 - 「萊伯城鎮」勝出西脇特別，「大震撼」子嗣達成第2200場頭馬，亦為第2匹達成此數字的種馬，更為最快的達成者[31]。
- 7月8日 - 門別競馬場因濃霧取消民族共生象徵空間開幕前紀念特別。
- 7月12日 - 騎師池添謙一出戰函館競馬場第5場賽事，達成第13000場出賽，亦為第21位達成此數字的騎師[32]。同日，盛岡競馬場因草地跑道狀態惡化而將蛋白石盃改於泥地1600米跑道舉行。
- 7月13日 - 練馬師小西重征勝出盛岡競馬場第8場賽事，達成第1844場頭馬，打破岩手縣競馬組合的記錄。同日，「大洋船」由配種馬退役。
- 7月17日 - 日本中央競馬會表示7月12日於阪神競馬場出戰的1匹賽駒對禁制藥物雙氯芬酸呈現陽性反應，按規定為保障賽駒安全，復用此消炎藥過後的短時間不能出賽，練馬師大久保龍志因疏忽管理被罰款30萬日圓，但於翌年罰款被取消[33][34]。同日，「谷野美酒」由配種馬退役。
- 7月19日 - 「WIN5」無人押中，約4億6400萬日圓的派彩撥入下週。同日，盛岡競馬場因跑道狀態惡化而取消第6及7場賽事。
- 7月22日 - 騎師岩崎翼宣佈將名字改為和田翼，日本中央競馬會亦會隨即更改出馬表上的名字表記。同日，2017年根岸錦標冠軍「Kafuji Take」轉籍地方。另外，門別競馬場因濃霧取消喬木繡球特別[35]。
- 7月25日 - 新潟競馬場第1場賽事中，16匹出賽賽駒中有12匹均為Mill牧場擁有，打破中央賽事同場同主馬出賽數目記錄。
- 7月29日 - 三勝分級賽的「三幕劇」因左前腳出現肌腱炎而退役[36]。
- 7月31日 - 日本中央競馬會宣佈分別撥出1000萬及100萬日圓捐款給予7月上旬受到暴雨災情影響的熊本縣及八代市。
- 8月1日 - 3位騎師佐藤友則、島崎和也及山下雅之掛鞭，練馬師尾島徹退役，據報此4人即為6月23日被警方召見的4人。
- 8月5日 - 2018年皋月賞冠軍「金紀元」及2018年目黑紀念冠軍「以柔制勝」退役。
- 8月6日 - 兩勝分級賽的「Meisho Sumitomo」退役
- 8月7日 - 岩手縣競馬組合召開聆訊，指出練馬師瀨戶幸一及千葉博次馬房的馬伕曾對其他地方競馬賽事進行投注，此行為違反《競馬法》第29條，最終2人因監管不力被判處停薪20日，而馬伕則被革職。同日，高知縣競馬組合宣佈將8場賽事定為「令和2年7月暴雨受災地支援競走」，將會捐出此8場賽事投注額的1%用以支援受災地。
- 8月8日 - 兩勝三級賽的「Meadowlark」退役[37]。
- 8月9日 - 騎師橫山典弘、橫山和生及橫山武史分別策騎「Wonder Lider」、「Highland Peak」及「Hiraboku la Tache」出戰榆樹錦標，為首次有父子三人於中央分級賽同時上陣。
- 8月12日 - 2015年函館短途錦標冠軍「丁字湖」退役[38]。同日，浦和競馬場因雷雨取消第7場及之後的賽事。
- 8月13日 - 浦和競馬場因惡劣天氣和跑道惡化取消第10場及之後的賽事。
- 8月14日 - 近黃昏時栗東訓練中心發生火災，村山明馬房一半被燒毀，中尾秀正及高柳大輔馬房亦有部分位置受損，事件發生途中4匹隸屬村山馬房的賽駒因逃走不及死亡，而1匹亦隸屬村山馬房馬房的賽駒於翌日被診斷出氣管灼傷而需要接受安樂死。
- 8月15日 - 「好加好」勝出鳳凰賞，成為1988年「Koei Roman」以來時隔22年勝出此賽事的九州產馬，亦為首匹勝出平地公開賽的熊本縣產馬。
- 8月17日 - 原定出戰帶廣競馬場第1場賽事的「Takeno Seiko」因於昨日突然生產而退賽，練馬師谷步及馬主均事前均不知道賽駒經已懷孕，最終谷因疏忽管理被警告。同日，佐賀縣競馬組合宣佈將5場賽事定為「令和2年7月暴雨災害災民支援競走」，將會捐出此5場賽事取去派彩及開支後的投注額用以支援受災地。另外，四勝一級賽的「Le Vent Se Leve」退役。
- 8月20日 - 「Crusades Spirits」以58.8秒時間勝出流星賞金，打破大井競馬場泥地1000米賽道記錄。
- 8月22日 - 小倉競馬場第1場次賽事出現罕有事件，17匹出賽賽駒於上星期均有出賽，即均以連鬥姿態出戰本賽事。
- 8月23日 - 騎師柴山雄一出戰札幌競馬場第3場賽事，亦為第42位達成此數字的騎師[39]。
- 8月27日 - 三勝二級賽的「白日彗星」因右前腳出現韌帶炎而退役[40]。
- 8月29日 - 「好加好」以57公斤的負磅勝出向日葵賞，為2005年「名將森遜」的中京兩歲馬錦標後再有以此負磅勝出賽事的2歲馬，更為首匹達成此成就的2歲雌馬。同日，新潟競馬場第12場賽事賽事前，1匹原定出戰翌日同場第4場賽事的賽駒到達馬場後於地下通道突然暴走，導致此場賽事延遲6分鐘舉行。
- 9月2日 - 「野田尚城」由配種馬退役。同日，兩勝三級賽的「福澤滿途」轉籍地方，2017年新潟兩歲錦標冠軍「Frontier」因左邊盤骨骨折而退役[41]。
- 9月4日 - 名古屋競馬場因惡劣天氣取消賽事。同日，由日本職棒太平洋聯盟棒球隊千葉羅德海洋一軍投手教練吉井理人擁有的賽駒「Tsurune」因肌腱炎退役。
- 9月5日 - 「純淨之輝」勝出札幌兩歲錦標，成為繼「飛雪駒」後第2匹勝出中央分級賽的白毛馬，亦為首匹勝出中央草地分級賽的白毛馬。
- 9月6日 - 高知競馬場因強烈颱風海神吹襲而取消第9場及之後的賽事。
- 9月7日 - 日本中央競馬會於記者會上提到此前的火災事件，重新火災原因目前仍然不明，同時表示將消防部門於未來幾天舉行特別培訓課程以提高馬房相關人是的放火意識，亦會檢查馬房的放火設施及考慮安裝灑水器。
- 9月13日 - 騎師山本康志將於9月30日掛鞭，將成為訓練助手
- 9月28日 - 高知縣競馬組合表示，1名隸屬那俄性哲也馬房的馬伕因進行投注違反《競馬法》29條被高知縣警於8月逮捕，那俄性因監管不力被判罰停薪20日，而該馬伕則被革職及禁止參與賽馬活動2年。

### 10月-12月
- 10月2日 - 騎師宮下瞳勝出名古屋競馬場第3場賽事，達成年間第85場頭馬，刷新由自身保持的日本女騎師年間最多頭馬記錄。
- 10月8日 - 2018年北海道兩歲優駿冠軍「Ignacio d'Oro」退役。
- 10月9日 - 日本中央競馬會因中度颱風昌鴻接近而取消東京競馬場及京都競馬場的晚間早盤投注[42]。同日，日本輕種馬協會宣佈引入外國種馬「崇高任務」。
- 10月10日 - 「Marumo Maria」、「Marumo Neo Force」及「Marumo Ruler」分別勝出新潟競馬場第3場、京都競馬場第1場及4場賽事，為首次有同一匹繁殖雌馬的子嗣於同日取得3場頭馬。
- 10月12日 - 金澤競馬場因有猴子闖入而取消本日的場外投注所業務。同日，18名隸屬栗東訓練中心的騎師共同捐出100萬5000日圓給予日本紅十字會以支援7月上旬暴雨的災民。
- 10月14日 - 社台Stallion Stud宣佈引入「Nadal」作為配種馬使用。
- 10月16日 - 目前於韓國進行遠征的騎師上田將司勝出首爾馬場第5場賽事，達成個人於韓國的首場頭馬。
- 10月17日 - 上年度每日盃兩歲錦標冠軍「Red Bel Jour」退役。同日，美國邱吉爾園馬場發表2020-2021年度「JAPAN ROAD TO THE KENTUCKY DERBY」資訊，卡特蘭錦標、全日本兩歲優駿、風信子錦標及伏龍錦標被列入指定賽事名單之中。
- 10月18日 - 「謀勇兼備」勝出秋華賞，成為第6匹三冠雌馬，亦為首匹無敗三冠雌馬。
- 10月19日 - 三勝分級賽並活躍於地方分級賽的「歡喜跑」退役。
- 10月20日 - 「Dance Saber」於門別競馬場第5場賽事中取得第九，達成第200連敗，持續刷新由自身保持的最多連敗記錄。
- 10月21日 - 上年度關東橡樹大賽冠軍「Rhein Carina」轉籍地方。
- 10月22日 - 2017年兵庫冠軍錦標「Tagano Diguo」轉籍地方，上年度新潟兩歲錦標冠軍「Woman's Heart」退役[43]。
- 10月25日 - 騎師石橋脩出戰東京競馬場第7場賽事，達成第11000場出賽，亦為第36位達成此數字的騎師[44]。同日，「鐵鳥翱天」勝出菊花賞，成為第8匹三冠馬，亦為第3匹無敗三冠馬，更和其父系「大震撼」成為首對父子無敗三冠馬。另外，騎師赤岡修次勝出高知競馬場第6場賽事，達成年間第200場頭馬，以連續14年達成年間200或以上頭馬打破地方記錄。
- 10月29日 - 上年度人魚錦標冠軍「安撫人心」退役[45]。
- 11月1日 - 「杏目」勝出秋季天皇賞，成為首匹勝出8場草地一級賽的日本賽駒，亦成為首匹連霸此賽事的雌馬。
- 11月2日 - 騎師的場文男獲日本政府頒發黃綬褒章，為首位獲得頒發此褒章的騎師。
- 11月3日 - 本屆小倉夏季跳欄錦標冠軍「Springboks」退役。同日，前騎師岡部幸雄獲日本政府頒發旭日小綬章。
- 11月4日 - 2016年函館兩歲錦標冠軍「Levante Lion」轉籍地方。
- 11月7日 - 騎師藤岡祐介出戰阪神競馬場第5場賽事，達成第10000場出賽，亦為第43位達成此數字的騎師。
- 11月11日 - 本屆日本育馬場盃雌馬經典賽冠軍「潮流評審」退役[46]。同日，日本中央競馬會宣佈於11月7日東京競馬場的1匹賽駒被檢出禁藥咖啡因，取消賽駒資格並向警視廳府中警察署備案。
- 11月14日 - 騎師江田照男出戰東京競馬場第2場賽事，達成第17000場出賽，亦為第11位達成此數字的騎師[47]。同日，「長山之馬」於京都跳欄錦標取得第三，跳欄賽13連勝的記錄中斷。
- 11月15日 - 騎師池添謙一策騎「Bio Spark」勝出福島紀念，成為第6位於中央10個競馬場均取得分級賽頭馬的騎師。
- 11月17日 - 於京都競馬場及東京競馬場以儀仗馬身份工作的「Stradivario」轉往園田競馬場服務。
- 11月19日 - 馬主公司KT Racing Co. Ltd.於10月30日向東京地方裁判所判申請破產，據報負債金額達18億8500萬日圓，而裁判所於11月4日正式頒佈破產令，KT Racing Co. Ltd.旗下的所有賽駒需要轉讓予其他馬主。
- 11月20日 - 練馬師山田勇作將於11月23日退役。
- 11月21日 - 騎師福永祐一出戰阪神競馬場第4場賽事，達成第18000場出賽，亦為第9位達成此數字的騎師。
- 11月23日 - 阪神競馬場第12場賽事中3匹賽駒被判定為平頭季軍，導致「單T」及「三重彩」共有3個、「位置」共有5個、及「位置Q」共有7個組合可勝出投注。
- 11月26日 - 上年度高松宮紀念冠軍「曲調夫子」及2018年花仙錦標冠軍「Satono Walkure」退役。
- 11月27日 - 2018年京王盃春季盃冠軍「威震月宮」轉籍地方，2017年中日新聞盃冠軍「人間國寶」退役。同日，練馬師矢作芳人宣佈，兩勝一級賽、由其管理的「魔族雅谷」將以日本冠軍盃作為退役戰[48]。
- 11月30日 - 練馬師福島秀夫退役。
- 12月1日 - 優駿Stallion Station宣佈引入外國種馬「Tapizar」。
- 12月2日 - 上年度府中牝馬錦標冠軍「橙紅色」退役，上年度長途馬錦標冠軍「Mondo Intero」因腳部不適退役[49][50]。同日，練馬師山中靜治退役。
- 12月3日 - 滋賀縣甲賀市內2間育成牧場周邊有宣傳車以極大音量播放軍歌及經文對賽駒訓練造成妨礙，滋賀縣警甲賀警察署掉下後以涉嫌妨礙業務拘捕3名隸屬某政治團體的成員。
- 12月5日 - 「慕神峰」勝出榮特別，「大震撼」子嗣達成第2300場頭馬，亦為第2匹達成此數字的種馬，更為最快的達成者[51]。。
- 12月6日 - 四勝分級賽的「阿爾拔」退役。
- 12月7日 - 騎師宮下瞳勝出名古屋競馬場第6場賽事，達成年間第100場頭馬，亦為首位達成此成就的日本女騎師。
- 12月10日 - 2015年每日盃冠軍「天外來客」轉籍地方，七次於一級賽取得亞軍的「振奮士氣」退役。同日，練馬師小久保智宣佈上年度日本育馬場盃短途賽冠軍、由其管理的賽駒「Bulldog Boss」將以金盃作為退役戰。另外，日本中央競馬會公佈練馬師複試結果，共有7位練馬師合格，當中包括騎師蛯名正義、畑端省吾、西田雄一郎及村田一誠。相關牌照將於1月1日生效，但蛯名則申請押後至3月1日生效[52]。
- 12月11日 - 上年度川崎紀念冠軍「Mitsuba」退役，上年度新山紀念冠軍「Val d'Isere」因座骨及恥骨骨折而退役[53]。
- 12月13日 - 「純淨之輝」勝出阪神兩歲牝馬錦標，成為首匹勝出一級賽的白毛馬，而「好加好」於同一場賽事中跑獲第五，成為首匹於一級賽中跑獲入板戰績的熊本縣產馬。同日，騎師大澤誠志郎出戰高知競馬場第1場賽事，達成第5000場出賽。另外，香港國際賽事於香港沙田馬場舉行，出戰香港短途錦標的「野田重擊」及「倫敦塔」分別取得冠軍及第十三，出戰香港一哩錦標的「頌讚火星」取得季軍，出戰香港盃的「樸素無華」、「勝出光采」、及「野田優驥」分別取得冠軍、亞軍及殿軍。
- 12月15日 - 水澤競馬場因大雪取消本日、19、20及21日的賽事。同日，本屆夏季短途錦標冠軍「Jo Kana Chan」退役[54]。另外，上述提到將會被引入日本的「Tapizar」於美國的馬房內出現意外而被處以安樂死。
- 12月16日 - 騎師吉村智洋勝出園田競馬場第3場賽事，達成年間第335場頭馬，刷新由自身保持的兵庫所屬騎師年間最多頭馬記錄。
- 12月17日 - 兩勝一級賽的「頌讚火星」及上年度短途馬錦標冠軍「倫敦塔」退役[55][56]。
- 12月19日 - 2018年三冠馬后、九勝一級賽的「杏目」退役。同日，騎師李慕華勝出中山競馬場第8場賽事，達成年間第200場頭馬。
- 12月22日 - 高知縣競馬組合宣佈，因1名58歲職員於本年6月27日晚上在高知縣南國市內酒駕被捕一事對其處以革職的懲罰。同日，土耳其賽馬會宣佈將引入三勝一級賽的「比薩勝駒」作為配種馬使用。另外，本年度CBC賞冠軍「愛情之戰」及兩勝三級賽的「大名妃子」退役，兩勝分級賽的「賢者」因左前腳出現肌腱炎而退役[57]。
- 12月23日 - 兩勝分級賽的「勝出光采」退役。
- 12月24日 - 練馬師池江泰壽宣佈四勝分級賽、由其管理的賽駒「醒目奧丁」將以京都金盃作為退役戰。
- 12月25日 - 連霸京成盃秋季讓賽的「Trois Etoiles」退役。
- 12月29日 - 「Omega Perfume」勝出東京大賞典，成為首匹三連霸此賽事的賽駒。同日，東京大賞典投注額為60億7444萬7400日圓，打破地方競馬單場賽事投注額記錄。另外，四勝分級賽的「金色夢」及上年度燕子花紀念冠軍「Gold Queen」退役。
- 12月30日 - 水澤競馬場因大雪取消第2場及之後的賽事。
- 12月31日 - 騎師楢崎功祐退役。

## 各賽事結果

### 中央競馬・平地一級賽
| 賽事名                         | 賽事名                         | 賽事名                         | 優勝馬   | 性齡 | 騎師                                | 練馬師                              | 所屬    |
| 月日                           | 馬場                           | 距離                           | 優勝馬   | 性齡 | 馬主                                | 馬主                                | 時間    |
| ------------------------------ | ------------------------------ | ------------------------------ | -------- | ---- | ----------------------------------- | ----------------------------------- | ------- |
| 第37回二月錦標                 | 第37回二月錦標                 | 第37回二月錦標                 | 魔族雅谷 | 雄6  | 李慕華                              | 矢作芳人                            | JRA栗東 |
| 2月23日                        | 東京競馬場                     | 泥1600米                       | 魔族雅谷 | 雄6  | Capital System Co Ltd               | Capital System Co Ltd               | 1:35.2  |
| 第50回高松宮紀念               | 第50回高松宮紀念               | 第50回高松宮紀念               | 魔族閃焰 | 雌5  | 松若風馬                            | 音無秀孝                            | JRA栗東 |
| 3月29日                        | 中京競馬場                     | 草1200米                       | 魔族閃焰 | 雌5  | Capital System                      | Capital System                      | 1:08.7  |
| 第64回大阪盃                   | 第64回大阪盃                   | 第64回大阪盃                   | 旺紫丁   | 雌5  | 杜滿萊                              | 松永幹夫                            | JRA栗東 |
| 4月5日                         | 阪神競馬場                     | 草2000米                       | 旺紫丁   | 雌5  | Sunday Racing Co Ltd                | Sunday Racing Co Ltd                | 1:58.4  |
| 第80回櫻花賞                   | 第80回櫻花賞                   | 第80回櫻花賞                   | 謀勇兼備 | 雌3  | 松山弘平                            | 杉山晴紀                            | JRA栗東 |
| 4月12日                        | 阪神競馬場                     | 草1600米                       | 謀勇兼備 | 雌3  | Normandy Thoroughbred Racing Co Ltd | Normandy Thoroughbred Racing Co Ltd | 1:36.1  |
| 第80回皋月賞                   | 第80回皋月賞                   | 第80回皋月賞                   | 鐵鳥翱天 | 雄3  | 福永祐一                            | 矢作芳人                            | JRA栗東 |
| 4月19日                        | 中山競馬場                     | 草2000米                       | 鐵鳥翱天 | 雄3  | 前田晉二                            | 前田晉二                            | 2:00.7  |
| 第161回春季天皇賞              | 第161回春季天皇賞              | 第161回春季天皇賞              | 氣自豪   | 雄5  | 李慕華                              | 手塚貴久                            | JRA美浦 |
| 5月3日                         | 京都競馬場                     | 草3200米                       | 氣自豪   | 雄5  | Sunday Racing Co Ltd                | Sunday Racing Co Ltd                | 3:16.5  |
| 第25回NHK一哩賽                | 第25回NHK一哩賽                | 第25回NHK一哩賽                | 禮讚歌詠 | 雄3  | 杜滿萊                              | 齊藤崇史                            | JRA栗東 |
| 5月10日                        | 東京競馬場                     | 草1600米                       | 禮讚歌詠 | 雄3  | Silk Racing Co Ltd                  | Silk Racing Co Ltd                  | 1:32.5  |
| 第15回維多利亞一哩賽           | 第15回維多利亞一哩賽           | 第15回維多利亞一哩賽           | 杏目     | 雌5  | 李慕華                              | 國枝榮                              | JRA美浦 |
| 5月17日                        | 東京競馬場                     | 草1600米                       | 杏目     | 雌5  | Silk Racing Co Ltd                  | Silk Racing Co Ltd                  | 1:30.6  |
| 第81回優駿牝馬（日本橡樹大賽） | 第81回優駿牝馬（日本橡樹大賽） | 第81回優駿牝馬（日本橡樹大賽） | 謀勇兼備 | 雌3  | 松山弘平                            | 杉山晴紀                            | JRA栗東 |
| 5月24日                        | 東京競馬場                     | 草2400米                       | 謀勇兼備 | 雌3  | Normandy Thoroughbred Racing Co Ltd | Normandy Thoroughbred Racing Co Ltd | 2:24.4  |
| 第87回東京優駿（日本打吡）     | 第87回東京優駿（日本打吡）     | 第87回東京優駿（日本打吡）     | 鐵鳥翱天 | 雄3  | 福永祐一                            | 矢作芳人                            | JRA栗東 |
| 5月31日                        | 東京競馬場                     | 草2400米                       | 鐵鳥翱天 | 雄3  | 前田晉二                            | 前田晉二                            | 2:24.1  |
| 第70回安田紀念                 | 第70回安田紀念                 | 第70回安田紀念                 | 放聲歡呼 | 雌4  | 池添謙一                            | 藤澤和雄                            | JRA美浦 |
| 6月7日                         | 東京競馬場                     | 草1600米                       | 放聲歡呼 | 雌4  | Sunday Racing Co Ltd                | Sunday Racing Co Ltd                | 1:31.6  |
| 第61回寶塚紀念                 | 第61回寶塚紀念                 | 第61回寶塚紀念                 | 創世駒   | 雌4  | 北村友一                            | 齊藤崇史                            | JRA栗東 |
| 6月28日                        | 阪神競馬場                     | 草2200米                       | 創世駒   | 雌4  | Sunday Racing Co Ltd                | Sunday Racing Co Ltd                | 2:13.5  |
| 第54回短途馬錦標               | 第54回短途馬錦標               | 第54回短途馬錦標               | 放聲歡呼 | 雌4  | 李慕華                              | 藤澤和雄                            | JRA美浦 |
| 10月4日                        | 中山競馬場                     | 草1200米                       | 放聲歡呼 | 雌4  | Sunday Racing Co Ltd                | Sunday Racing Co Ltd                | 1:08.3  |
| 第25回秋華賞                   | 第25回秋華賞                   | 第25回秋華賞                   | 謀勇兼備 | 雌3  | 松山弘平                            | 杉山晴紀                            | JRA栗東 |
| 10月18日                       | 京都競馬場                     | 草2000米                       | 謀勇兼備 | 雌3  | Normandy Thoroughbred Racing Co Ltd | Normandy Thoroughbred Racing Co Ltd | 2:00.6  |
| 第81回菊花賞                   | 第81回菊花賞                   | 第81回菊花賞                   | 鐵鳥翱天 | 雄3  | 福永祐一                            | 矢作芳人                            | JRA栗東 |
| 10月25日                       | 京都競馬場                     | 草3000米                       | 鐵鳥翱天 | 雄3  | 前田晉二                            | 前田晉二                            | 3:05.5  |
| 第162回秋季天皇賞              | 第162回秋季天皇賞              | 第162回秋季天皇賞              | 杏目     | 雌5  | 李慕華                              | 國枝榮                              | JRA美浦 |
| 11月1日                        | 東京競馬場                     | 草2000米                       | 杏目     | 雌5  | Silk Racing Co Ltd                  | Silk Racing Co Ltd                  | 1:57.8  |
| 第45回女皇伊利沙伯二世盃       | 第45回女皇伊利沙伯二世盃       | 第45回女皇伊利沙伯二世盃       | 旺紫丁   | 雌5  | 李慕華                              | 松永幹夫                            | JRA栗東 |
| 11月15日                       | 阪神競馬場                     | 草2200米                       | 旺紫丁   | 雌5  | Sunday Racing Co Ltd                | Sunday Racing Co Ltd                | 2:10.3  |
| 第37回一哩冠軍賽               | 第37回一哩冠軍賽               | 第37回一哩冠軍賽               | 放聲歡呼 | 雌4  | 李慕華                              | 藤澤和雄                            | JRA美浦 |
| 11月22日                       | 阪神競馬場                     | 草1600米                       | 放聲歡呼 | 雌4  | Sunday Racing Co Ltd                | Sunday Racing Co Ltd                | 1:32.0  |
| 第40回日本盃                   | 第40回日本盃                   | 第40回日本盃                   | 杏目     | 雌5  | 李慕華                              | 國枝榮                              | JRA美浦 |
| 11月29日                       | 東京競馬場                     | 草2400米                       | 杏目     | 雌5  | Silk Racing Co Ltd                  | Silk Racing Co Ltd                  | 2:23.0  |
| 第21回日本冠軍盃               | 第21回日本冠軍盃               | 第21回日本冠軍盃               | 中和魔匠 | 雄5  | 戶崎圭太                            | 大久保龍志                          | JRA栗東 |
| 12月6日                        | 中京競馬場                     | 泥1800米                       | 中和魔匠 | 雄5  | 中西忍                              | 中西忍                              | 1:49.3  |
| 第72回阪神兩歲牝馬錦標         | 第72回阪神兩歲牝馬錦標         | 第72回阪神兩歲牝馬錦標         | 純淨之輝 | 雌2  | 吉田隼人                            | 須貝尚介                            | JRA栗東 |
| 12月13日                       | 阪神競馬場                     | 草1600米                       | 純淨之輝 | 雌2  | 金子真人控股                        | 金子真人控股                        | 1:33.1  |
| 第72回朝日盃未來錦標           | 第72回朝日盃未來錦標           | 第72回朝日盃未來錦標           | 攻必勝   | 雄2  | 川田將雅                            | 中內田充正                          | JRA栗東 |
| 12月15日                       | 阪神競馬場                     | 草1600米                       | 攻必勝   | 雄2  | Sunday Racing Co Ltd                | Sunday Racing Co Ltd                | 1:32.3  |
| 第37回希望錦標                 | 第37回希望錦標                 | 第37回希望錦標                 | 野田小子 | 雄2  | 川田將雅                            | 安田隆行                            | JRA栗東 |
| 12月26日                       | 中山競馬場                     | 草2000米                       | 野田小子 | 雄2  | Donox Co Ltd                        | Donox Co Ltd                        | 2:02.8  |
| 第65回有馬紀念                 | 第65回有馬紀念                 | 第65回有馬紀念                 | 創世駒   | 雌4  | 北村友一                            | 齊藤崇史                            | JRA栗東 |
| 12月27日                       | 中山競馬場                     | 草2500米                       | 創世駒   | 雌4  | Sunday Racing Co Ltd                | Sunday Racing Co Ltd                | 2:35.0  |

### 中央競馬・跳欄一級賽
| 賽事名             | 賽事名             | 賽事名             | 優勝馬        | 性齡 | 騎師          | 練馬師        | 所屬    |
| 月日               | 馬場               | 距離               | 優勝馬        | 性齡 | 馬主          | 馬主          | 時間    |
| ------------------ | ------------------ | ------------------ | ------------- | ---- | ------------- | ------------- | ------- |
| 第22回中山跳欄大賽 | 第22回中山跳欄大賽 | 第22回中山跳欄大賽 | 長山之馬      | 雄9  | 石神深一      | 和田正一郎    | JRA美浦 |
| 4月18日            | 中山競馬場         | 障4250米           | 長山之馬      | 雄9  | Chosan Co Ltd | Chosan Co Ltd | 5:02.9  |
| 第143回中山大障礙  | 第143回中山大障礙  | 第143回中山大障礙  | Meisho Dassai | 雄7  | 森一馬        | 飯田祐史      | JRA栗東 |
| 12月26日           | 中山競馬場         | 障4100米           | Meisho Dassai | 雄7  | 松本好雄      | 松本好雄      | 4:40.7  |

### 地方競馬・一級賽
| 賽事名                       | 賽事名                       | 賽事名                       | 優勝馬        | 性齡 | 騎師               | 練馬師             | 所屬       |
| 月日                         | 馬場                         | 距離                         | 優勝馬        | 性齡 | 馬主               | 馬主               | 時間       |
| ---------------------------- | ---------------------------- | ---------------------------- | ------------- | ---- | ------------------ | ------------------ | ---------- |
| 第69回川崎紀念               | 第69回川崎紀念               | 第69回川崎紀念               | 中和魔匠      | 雄5  | 川田將雅           | 大久保龍志         | JRA栗東    |
| 1月29日                      | 川崎競馬場                   | 泥2100米                     | 中和魔匠      | 雄5  | 中西忍             | 中西忍             | 2:14.1     |
| 第32回柏市紀念               | 第32回柏市紀念               | 第32回柏市紀念               | Wild Pharoah  | 雄4  | 福永祐一           | 角居勝彥           | JRA栗東    |
| 5月6日                       | 船橋競馬場                   | 泥1600米                     | Wild Pharoah  | 雄4  | 幅田昌伸           | 幅田昌伸           | 1:38.6     |
| 第43回帝王賞                 | 第43回帝王賞                 | 第43回帝王賞                 | Chrysoberyle  | 雄4  | 川田將雅           | 音無秀孝           | JRA栗東    |
| 6月24日                      | 大井競馬場                   | 泥2000米                     | Chrysoberyle  | 雄4  | Carrot Farm Co Ltd | Carrot Farm Co Ltd | 2:05.3     |
| 第22回日本泥地打吡           | 第22回日本泥地打吡           | 第22回日本泥地打吡           | 野田法老      | 雄3  | 坂井瑠星           | 矢作芳人           | JRA栗東    |
| 7月8日                       | 大井競馬場                   | 泥2000米                     | 野田法老      | 雄3  | Donox Co Ltd       | Donox Co Ltd       | 2:05.9     |
| 第33回一哩冠軍南部盃         | 第33回一哩冠軍南部盃         | 第33回一哩冠軍南部盃         | Arctos        | 雄5  | 田邊裕信           | 栗田徹             | JRA美浦    |
| 10月12日                     | 盛岡競馬場                   | 泥1800米                     | Arctos        | 雄5  | 山口功一郎         | 山口功一郎         | 1:32.7     |
| 第10回日本育馬場盃雌馬經典賽 | 第10回日本育馬場盃雌馬經典賽 | 第10回日本育馬場盃雌馬經典賽 | 潮流評審      | 雌6  | 北村友一           | 安田隆行           | JRA栗東    |
| 11月3日                      | 大井競馬場                   | 泥1200米                     | 潮流評審      | 雌6  | 高多芬             | 高多芬             | 1:51.1     |
| 第20回日本育馬場盃短途賽     | 第20回日本育馬場盃短途賽     | 第20回日本育馬場盃短途賽     | Sabuno Junior | 雄6  | 矢野貴之           | 堀千亞樹           | 南關東大井 |
| 11月3日                      | 大井競馬場                   | 泥2000米                     | Sabuno Junior | 雄6  | 中川三郎           | 中川三郎           | 1:10.7     |
| 第20回                       | 第20回                       | 第20回                       | Chrysoberyle  | 雄4  | 川田將雅           | 音無秀孝           | JRA栗東    |
| 11月3日                      | 大井競馬場                   | 泥2000米                     | Chrysoberyle  | 雄4  | Carrot Farm Co Ltd | Carrot Farm Co Ltd | 2:02.5     |
| 第71回全日本兩歲優駿         | 第71回全日本兩歲優駿         | 第71回全日本兩歲優駿         | Alain Barows  | 雄2  | 左海誠二           | 林正人             | 南關東船橋 |
| 12月16日                     | 川崎競馬場                   | 泥1600米                     | Alain Barows  | 雄2  | 猪熊廣次           | 猪熊廣次           | 1:40.7     |
| 第66回東京大賞典             | 第66回東京大賞典             | 第66回東京大賞典             | Omega Perfume | 雄5  | 杜滿萊             | 安田翔伍           | JRA栗東    |
| 12月29日                     | 大井競馬場                   | 泥2000米                     | Omega Perfume | 雄5  | 原禮子             | 原禮子             | 2:06.9     |

### 輓馬・一級賽
| 賽事名             | 賽事名             | 賽事名             | 優勝馬          | 性齢 | 騎手     | 調教師   | 所屬   |
| 月日               | 馬場               | 距離               | 優勝馬          | 性齢 | 馬主     | 馬主     | 時間   |
| ------------------ | ------------------ | ------------------ | --------------- | ---- | -------- | -------- | ------ |
| 第42回帶廣紀念     | 第42回帶廣紀念     | 第42回帶廣紀念     | Koshu Haunkai   | 雄10 | 藤本匠   | 松井浩文 | 帶廣   |
| 1月2日             | 帶廣競馬場         | 輓200米            | Koshu Haunkai   | 雄10 | 秋田忍   | 秋田忍   | 2:44.8 |
| 第13回天馬賞       | 第13回天馬賞       | 第13回天馬賞       | Koshu Haregashi | 雄5  | 藤野俊一 | 平田義弘 | 帶廣   |
| 1月3日             | 帯廣競馬場         | 輓200米            | Koshu Haregashi | 雄5  | 廣瀨豪   | 廣瀨豪   | 2:08.9 |
| 第30回英雌盃       | 第30回英雌盃       | 第30回英雌盃       | Aphrodite       | 雌5  | 西謙一   | 西弘美   | 帶廣   |
| 2月9日             | 帯廣競馬場         | 輓200米            | Aphrodite       | 雌5  | 小向勝司 | 小向勝司 | 2:13.3 |
| 第51回Irene紀念    | 第51回Irene紀念    | 第51回Irene紀念    | Komasan Dia     | 雄3  | 藤野俊一 | 金田勇   | 帶廣   |
| 3月7日             | 帯廣競馬場         | 輓200米            | Komasan Dia     | 雄3  | 駒井鐵雄 | 駒井鐵雄 | 2:01.5 |
| 第52回輓馬紀念     | 第52回輓馬紀念     | 第52回輓馬紀念     | Oreno Kokoro    | 雄10 | 鈴木惠介 | 槻館重人 | 帶廣   |
| 3月21日            | 帶廣競馬場         | 輓200米            | Oreno Kokoro    | 雄10 | 大森勝廣 | 大森勝廣 | 4:16.0 |
| 第45回輓馬橡樹大賽 | 第45回輓馬橡樹大賽 | 第45回輓馬橡樹大賽 | Abashiri Ruby   | 雌3  | 西將太   | 金田勇   | 帶廣   |
| 12月2日            | 帶廣競馬場         | 輓200米            | Abashiri Ruby   | 雌3  | 佐藤久夫 | 佐藤久夫 | 1:50.2 |
| 第49回輓馬打吡     | 第49回輓馬打吡     | 第49回輓馬打吡     | Kyoei Iryu      | 雄3  | 松田道明 | 村上慎一 | 帶廣   |
| 12月23日           | 帶廣競馬場         | 輓200米            | Kyoei Iryu      | 雄3  | 大野昇   | 大野昇   | 2:01.9 |

### 海外勝利
| 賽事名              | 賽事名              | 賽事名              | 賽事名              | 優勝馬   | 性齡 | 騎師         | 練馬師       | 所屬    |
| 月日                | 國家/地區           | 馬場                | 距離                | 優勝馬   | 性齡 | 馬主         | 馬主         | 時間    |
| ------------------- | ------------------- | ------------------- | ------------------- | -------- | ---- | ------------ | ------------ | ------- |
| 第1屆沙美沙特打吡盃 | 第1屆沙美沙特打吡盃 | 第1屆沙美沙特打吡盃 | 第1屆沙美沙特打吡盃 | 適意旅程 | 雄3  | 武豐         | 森秀行       | JRA栗東 |
| 2月29日             | 沙特阿拉伯          | 安都拉茲馬場        | 泥1600              | 適意旅程 | 雄3  | 大野剛嗣     | 大野剛嗣     | 1:37.9  |
| 第22屆香港短途錦標  | 第22屆香港短途錦標  | 第22屆香港短途錦標  | 第22屆香港短途錦標  | 野田重擊 | 雄5  | 莫雅         | 安田隆行     | JRA栗東 |
| 12月13日            | 香港                | 沙田馬場            | 草1200米            | 野田重擊 | 雄5  | Donox Co Ltd | Donox Co Ltd | 1:08.45 |
| 第33屆香港盃        | 第33屆香港盃        | 第33屆香港盃        | 第33屆香港盃        | 樸素無華 | 雌5  | 潘頓         | 萩原清       | JRA美浦 |
| 12月13日            | 香港                | 沙田馬場            | 草2000米            | 樸素無華 | 雌5  | 池谷誠一     | 池谷誠一     | 2:00.50 |

### 騎師邀請賽
| 賽事名                       | 賽事名                               | 冠軍     | 所屬       |
| 月日                         | 馬場                                 | 冠軍     | 所屬       |
| ---------------------------- | ------------------------------------ | -------- | ---------- |
| 第34回全日本新人王爭霸戰     | 第34回全日本新人王爭霸戰             | 岩田望來 | JRA栗東    |
| 1月21日                      | 高知競馬場                           | 岩田望來 | JRA栗東    |
| 第18回佐佐木竹見盃騎師大獎賽 | 第18回佐佐木竹見盃騎師大獎賽         | 山本聰哉 | 岩手水澤   |
| 1月29日                      | 川崎競馬場                           | 山本聰哉 | 岩手水澤   |
| 女騎師勝利系列賽2020         | 女騎師勝利系列賽2020                 | 岩永千明 | 佐賀       |
| 2月4日、22日及3月12日        | 高知競馬場、佐賀競馬場及名古屋競馬場 | 岩永千明 | 佐賀       |
| 2020地方競馬騎師冠軍賽       | 2020地方競馬騎師冠軍賽               | 村上忍   | 岩手水澤   |
| 10月19日                     | 盛岡競馬場                           | 村上忍   | 岩手水澤   |
| 2020見習騎師系列賽           | 2020見習騎師系列賽                   | 吉井章   | 南關東大井 |
| 全年舉行                     |                                      | 吉井章   | 南關東大井 |

## 馬匹獎項

### JRA賞
- 馬：杏目（雌5、美浦・國枝榮馬房）
- 最佳2歲雄馬：野田小子（雄2、栗東・安田隆行馬房）
- 最佳2歲雌馬：純淨之輝（雌2、栗東・須貝尚介馬房）
- 最佳3歲雄馬：鐵鳥翱天（雄3、栗東・矢作芳人馬房）
- 最佳3歲雌馬：謀勇兼備（雌3、美浦・杉山晴紀馬房）
- 最佳4歲及以上雄馬：氣自豪（雄5、美浦・手塚貴久馬房）
- 最佳4歲及以上雌馬：杏目（雌5、美浦・國枝榮馬房）
- 最佳短途馬：放聲歡呼（雌4、美浦・藤澤和雄馬房）
- 最佳泥地馬：中和魔匠（雄5、栗東・大久保龍志馬房）
- 最佳跳欄馬：Meisho Dassai（雄7、栗東・飯田祐史馬房）
- 特別賞：創世駒（雌4、栗東・齊藤崇史馬房）

### NAR大獎
- 馬王：Sabuno Junior（雄6、大井・堀千亞樹馬房）
- 最佳2歲雄馬：Alain Barows（雄2、船橋・林正人馬房）
- 最佳2歲雌馬：Solo Unit（雌2、門別・角川秀樹馬房）
- 最佳3歲雄馬：Aime Limite（雄3、船橋・林正人馬房）
- 最佳3歲雌馬：Aqua Libre（雄3、船橋・米谷康秀）
- 最佳4歲及以上雄馬：Sabuno Junior（雄6、大井・堀千亞樹馬房）
- 最佳4歲及以上雌馬：Salsa Dione（雄6、大井・堀千亞樹馬房）
- 最佳短途馬：Sabuno Junior（雄6、大井・堀千亞樹馬房）
- 最佳草地馬：從缺
- 最佳輓馬：Oreno Kokoro（雄10、帶廣・槻館重人馬房）
- 泥地分級賽特別賞：Chrysoberyle（雄4、栗東・音無秀孝馬房）

## 人物獎項

### JRA賞
- 冠軍練馬師：矢作芳人（栗東、60勝）
- 最高勝率練馬師：友道康夫（栗東、18.9%勝率）
- 最高獎金練馬師：矢作芳人（栗東、22億5946萬日圓獎金）
- 優秀技術練馬師：矢作芳人（栗東）
- 冠軍騎師：李慕華（栗東・自由身、204勝）
- 關東冠軍騎師：橫山武史（栗東・鈴木伸尋馬房、94勝）
- 關西冠軍騎師：李慕華（栗東・自由身、204勝）
- 最高勝率騎師：川田將雅（栗東・自由身、28.1%勝率）
- 最高獎金騎師：李慕華（栗東・自由身、47萬5755萬6500日圓獎金）
- 騎師大賞：從缺
- 最有價值騎師：李慕華（栗東・自由身、54點數）
- 冠軍跳欄賽騎師：森一馬（栗東・松永昌博馬房、14勝）
- 冠軍新人騎師：從缺
- 特別賞：藤澤和雄（美浦）

### NAR大獎
- 冠軍練馬師：角田輝也（名古屋、176勝）
- 最高獎金練馬師：小久保智（浦和、7億137萬5000日圓獎金）
- 最高勝率練馬師：川西毅（名古屋、33.8%勝率）
- 殊勳練馬師獎：堀千亞樹（大井）
- 冠軍騎師：森泰斗（船橋・自由身、385勝）
- 最高獎金騎師：森泰斗（船橋・自由身、12億8570萬7000日圓）
- 最高勝率騎師：赤岡修次（高知・工藤真司馬房、34.8%勝率）
- 優秀新人騎師：小野楓馬（門別・小野望）
- 優秀女性騎師：宮下瞳（名古屋・竹口勝利馬房）
- 最佳運動精神獎：高松亮（水澤・佐藤雅彥馬房）
- 殊勳騎師獎：矢野貴之（大井・自由身）

## 頭馬達成記錄

### 騎師
初勝利
- 麥晴欣（川崎、1月29日）※僅計算地方頭馬
- 泉谷楓真（阪神、3月1日）
- 希威森（中山、3月7日）
- 秋山稔樹（中山、3月15日）
- 林康文（帶廣、3月15日）
- 小林脩斗（中山、3月21日）
- 原優介（中山、4月5日）
- 魚住謙心（金澤、4月7日）
- 深澤杏花（笠松、4月15日）
- 北島希望（浦和、4月20日）
- 篠谷葵（浦和、4月21日）
- 細川智史（名古屋、5月6日）
- 古岡勇樹（川崎、6月12日）
- 池谷匠翔（佐賀、6月13日）
- 田中洸多（盛岡、9月22日）
- 井上瑛太（高知、10月4日）
- 飛田愛斗（佐賀、10月18日）
- 七夕裕次郎（浦和、10月19日）
- 金田利貴（帶廣、12月13日）
- 吉井章（阪神、12月26日）※僅計算中央頭馬

100勝
- 藤田凌（大井、2月27日）
- 藤田菜七子（福島、4月25日）
- 出水拓人（佐賀、4月25日）
- 長谷部駿彌（園田、6月24日）
- 千田洋（大井、7月9日）
- 西村淳也（阪神、7月11日）
- 石堂響（園田、7月16日）
- 見越彬央（川崎、8月27日）
- 小野楓馬（門別、9月17日）
- 福原杏（大井、9月20日）
- 櫻井光輔（川崎、10月12日）
- 岩田望來（中京、12月5日）
- 吉井章（大井、12月11日）

200勝
- 庄司大輔（船橋、1月7日）
- 西啟太（大井、4月28日）
- 國分優作（新潟、8月1日）
- 藤本現暉（川崎、9月14日）
- 鮫島克駿（中京、9月27日）
- 落合玄太（門別、10月21日）
- 宮平鷹志（門別、11月3日）

300勝
- 田野豐三（園田、1月9日）
- 丹内祐次（新潟、5月17日）
- 渡邊龍也（笠松、9月24日）
- 水野翔（笠松、10月22日）
- 鮫島良太（阪神、11月21日）
- 中田貴士（園田、12月8日）

400勝
- 丸田恭介（中山、3月20日）
- 大柿一真（園田、4月9日）
- 木之前葵（笠松、4月30日）
- 張田昂（浦和、6月29日）
- 笹田知宏（園田、7月10日）
- 加藤誓二（門別、7月23日）
- 岩永千明（佐賀、12月18日）

500勝
- 古川吉洋（阪神、3月15日）
- 廣瀨航（園田、5月4日）
- 木村曉（盛岡、7月28日）
- 中島龍也（金澤、9月1日）

600勝
- 野澤憲彦（船橋、3月14日）
- 阿部龍（門別、7月28日）
- 杉浦健太（園田、9月4日）
- 藤岡康太（中京、10月4日）
- 石川倭（佐賀、11月15日）

700勝
- 山田祥雄（名古屋、2月13日）
- 石川慎將（佐賀、6月6日）
- 竹吉徹（佐賀、6月13日）
- 松井伸也（門別、7月1日）
- 松山弘平（阪神、7月12日）
- 石橋脩（福島、7月19日）

800勝
- 藤岡佑介（小倉、2月8日）
- 三浦皇成（中山、4月11日）
- 本田正重（浦和、12月21日）

900勝
- 大塚研司（笠松、2月17日）
- 田邊裕信（中山、3月21日）
- 本橋孝太（大井、4月9日）
- 吉田隼人（新潟、5月24日）
- 青柳正義（金澤、5月26日）
- 岩橋勇二（門別、8月6日）
- 宮下瞳（名古屋、10月14日）
- 小牧太（京都、10月17日）

1000勝
- 秋山真一郎（福島、4月25日）
- 畑中信司（金澤、6月21日）
- 加藤和博（浦和、6月29日）
- 町田直希（川崎、8月27日）
- 笹川翼（大井、11月19日）

1100勝
- 高木健（笠松、6月3日）
- 吉田晃浩（金澤、6月16日）
- 今井貴大（名古屋、8月5日）
- 池田敏樹（笠松、8月28日）
- 戶崎圭太（中山、12月12日）

1200勝
- 藤田弘治（金澤、3月15日）
- 楢崎功祐（川崎、4月16日）
- 池添謙一（京都、5月24日）
- 筒井勇介（名古屋、7月9日）
- 桑村真明（門別、8月4日）

1300勝
- 和田龍二（福島、4月26日）
- 山本政聰（水澤、4月27日）
- 李慕華（東京、11月14日）

1400勝
- 高松亮（盛岡、11月23日）

1500勝
- 阿部武臣（帶廣、3月1日）
- 西謙一（帶廣、7月13日）
- 川田將雅（小倉、9月6日）
- 山崎誠士（川崎、11月13日）

1600勝
- 米倉知（金澤、4月29日）

1700勝
- 矢野貴之（大井、11月20日）

1800勝
- 服部茂史（門別、5月21日）
- 阿部英俊（盛岡、7月13日）

1900勝
- 大畑雅章（名古屋、10月29日）
- 山本聡哉（盛岡、11月9日）

2000勝
- 永森大智（高知、10月11日）

2200勝
- 真島大輔（大井、2月25日）

2300勝
- 福永祐一（東京、5月3日）
- 五十嵐冬樹（門別、7月9日）
- 吉村智洋（園田、12月29日）

2400勝
- 御神本訓史（大井、9月7日）

2500勝
- 真島正徳（佐賀、4月12日）
- 吉原寛人（金澤、12月14日）

2600勝
- 丸野勝虎（名古屋、5月26日）

2800勝
- 横山典弘（東京、6月20日）

2900勝
- 戶部尚實（名古屋、11月11日）

3000勝
- 森泰斗（川崎、7月14日）
- 下原理（園田、10月28日）

3400勝
- 村上忍（盛岡、8月2日）

4000勝
- 岡部誠（名古屋、10月14日）
- 赤岡修次（高知、11月23日）

4100勝
- 田中學（園田、6月11日）

4200勝
- 武豐（札幌、8月9日）

4800勝
- 山口勲（佐賀、12月6日）

5000勝
- 鮫島克也（佐賀、12月26日）

5500勝
- 川原正一（園田、4月22日）

7300勝
- 的場文男（大井、5月21日）

### 練馬師
首勝
- 吉岡辰彌（中京、3月15日）
- 新谷功一（中京、3月28日）
- 宮田敬介（中山、4月5日）
- 森山雄大（門別、5月6日）
- 宇都英樹（名古屋、5月29日）
- 東川公則（笠松、6月5日）
- 榎屋充（名古屋、6月10日）
- 小手川準（函館、7月12日）
- 甲田悟史（川崎、10月12日）
- 伊坂重信（中山、12月26日）

100勝
- 松下武士（京都、1月5日）
- 中道啟二（大井、1月23日）
- 堀江仁（大井、2月25日）
- 奧村武（中京、2月29日）
- 川島豐（川崎、3月2日）
- 武井和實（船橋、4月3日）
- 佐藤博紀（川崎、4月17日）
- 奧村豐（京都、4月26日）
- 石栗龍彥（福島、5月3日）
- 後藤佑耶（笠松、6月3日）
- 橘友和（水沢、6月16日）
- 中館英二（福島、7月11日）
- 小野望（門別、7月24日）
- 平田正一（川崎、8月10日）
- 杉山晴紀（小倉、9月6日）
- 平山宏秀（佐賀、9月12日）
- 尾形和幸（中山、9月20日）
- 寺島良（中京、9月26日）
- 飯田祐史（京都、10月10日）
- 黑岩陽一（東京、10月25日）
- 須田和伸（大井、11月2日）
- 齊藤崇史（阪神、11月8日）

200勝
- 角田晃一（小倉、1月25日）
- 栗本陽一（笠松、2月19日）
- 宇野木博德（浦和、2月21日）
- 水野貴廣（中山、3月15日）
- 安部幸夫（名古屋、4月8日）
- 荒井朋弘（大井、4月28日）
- 張田京（川崎、5月14日）
- 高橋義忠（東京、6月13日）
- 羽月友彥（札幌、7月25日）
- 關本浩司（盛岡、8月2日）
- 酒井一則（浦和、8月14日）
- 玉井昇（船橋、9月28日）
- 福永敏（浦和、10月20日）
- 中川公成（新潟、10月25日）
- 川島洋人（門別、10月29日）
- 小澤宏次（浦和、11月24日）

300勝
- 本田優（JRA小倉、2月22日）
- 中尾秀正（JRA阪神、3月22日）
- 井樋一也（金沢、4月28日）
- 安達昭夫（JRA小倉、8月16日）
- 秋吉和美（大井、8月16日）
- 的場直之（大井、10月5日）
- 上杉昌宏（大井、10月5日）
- 蛯名雄太（大井、10月9日）
- 鈴木啟之（大井、11月3日）
- 澤佳宏（大井、11月16日）

400勝
- 加藤和義（金沢、3月15日）
- 櫻井今朝利（名古屋、6月12日）
- 池添兼雄（JRA札幌、8月29日）
- 植松則幸（名古屋、10月16日）
- 倉地學（名古屋、10月30日）
- 須貝尚介（JRA中京、12月20日）

500勝
- 藤田輝信（大井、2月27日）
- 加藤和宏（金沢、12月17日）

600勝
- 堀宣行（中山、1月19日）
- 岩本洋（大井、2月6日）
- 辻野豐（大井、4月8日）
- 井手上慎一（名古屋、5月14日）
- 宗像義忠（東京、5月17日）
- 高橋祥泰（阪神、6月21日）
- 中川雅之（金澤、10月25日）
- 川島正一（船橋、12月3日）

700勝
- 今津博之（名古屋、2月14日）
- 森秀行（京都、5月2日）
- 池江泰壽（阪神、7月11日）
- 新井清重（船橋、8月4日）
- 田口輝彥（笠松、10月5日）
- 八木仁（川崎、10月16日）

800勝
- 森山英雄（笠松、4月3日）
- 林正人（船橋、9月30日）

900勝
- 坂口義幸（名古屋、2月14日）
- 鈴木正也（金澤、3月17日）
- 國枝榮（中山、3月21日）
- 林和弘（門別、5月26日）
- 笹野博司（笠松、10月22日）
- 藤崎一人（名古屋、11月12日）
- 高橋道雄（金澤、11月15日）

1000勝
- 坂本東一（帶廣、1月4日）
- 手島勝利（佐賀、8月10日）
- 小林勝二（帶廣、9月27日）
- 西弘美（帶廣、10月19日）
- 高月賢一（川崎、11月13日）
- 加藤幸保（笠松、11月18日）

1100勝
- 岡林光浩（船橋、5月5日）
- 井上孝彥（笠松、12月3日）
- 土井道隆（佐賀、12月12日）
- 古賀光範（佐賀、12月26日）

1200勝
- 菅原欣也（金澤、7月5日）
- 川田孝好（佐賀、8月12日）

1300勝
- 田中淳司（門別、10月29日）

1400勝
- 法理勝弘（笠松、1月21日）
- 小久保智（浦和、5月29日）
- 角川秀樹（門別、7月28日）
- 東真市（佐賀、11月14日）

1500勝
- 藤澤和雄（函館、6月13日）

1600勝
- 佐藤茂（金澤、3月31日）

1700勝
- 川西毅（名古屋、6月4日）

1900勝
- 九日俊光（佐賀、10月3日）

2000勝
- 田中範雄（園田、3月18日）
- 伊藤強一（笠松、12月1日）

2100勝
- 真島元德（佐賀、12月6日）

2300勝
- 金田一昌（金澤、6月23日）
- 川嶋弘吉（笠松、11月19日）

2500勝
- 服部義幸（帶廣、12月19日）
- 藤崎一男（名古屋、12月23日）

3500勝
- 雑賀正光（高知、1月29日）

3600勝
- 角田輝也（名古屋、10月30日）

## 誕生

### 馬匹
本年誕生的馬匹為2023年經典世代
- 1月18日 - 豎琴巧姬
- 1月24日 - 曲動心神
- 1月25日 - Bouton d'Or
- 1月27日 - 唱名曲
- 1月29日 - 盡得真傳[58]
- 1月30日 - Nocking Point
- 1月31日 - Omatsuri Otoko
- 2月1日 - Seraphic Call
- 2月2日 - 自由島[59]
- 2月4日 - Light Quantum
- 2月8日 - Dura
- 2月11日 - 越發甜[60]
- 2月13日 - 法境小鎮
- 2月14日 - 拉威爾
- 2月15日 - 排練導師
- 2月18日 - 魔族美妙
- 2月20日 - Gastrique
- 2月22日 - 幻影俠
- 2月23日 - Season Rich
- 2月26日 - 大宴重酬
- 2月28日 - Maruka Rapid
- 3月1日 - Paraiba Tourmaline
- 3月2日 - 倍添綠、呼風女神
- 3月3日 - 鑽彩[61]
- 3月4日 - London Plan
- 3月7日 - 賢德之君
- 3月8日 - 生活格調
- 3月9日 - 技超卓
- 3月10日 - 偉大凱撒
- 3月14日 - Rivara
- 3月18日 - 傲蹄巴魯、大受尊重
- 3月20日 - Mandarin Hero
- 3月21日 - Cordouan
- 3月22日 - 鍵琴高奏[62]、Emu
- 3月25日 - Skilfing
- 3月29日 - Riot Grrrl
- 3月30日 - 真炫美
- 4月2日 - Awesome Result
- 4月3日 - 里見騰輝、覓奇瑰麗、葡北佳景
- 4月4日 - 日升頂峰、初日高升[63]、Outrange
- 4月5日 - Mick Fire
- 4月7日 - All Parfait、夜神飛驥、寶徠歌劇[64]
- 4月11日 - 寬道路[65]
- 4月15日 - Smile Through
- 4月20日 - Tamamo Black Tie
- 4月21日 - Eeyan
- 4月23日 - Smile Mircha
- 4月24日 - Mitono O、堅韌力[66]
- 4月25日 - Golden Hind、海螺美貝、紙牌女王
- 4月28日 - 取勝秘技[67]
- 5月2日 - Hero Call、開天君
- 5月5日 - 君王之王
- 5月12日 - 假面歌姬
- 5月14日 - 北羽翎

## 死亡

### 馬匹
- 1月2日 - 夜舞
- 1月9日 - Rhein Schneider
- 1月10日 - Tetradrachm
- 1月18日 - 帝國先驅
- 1月24日 - 櫻花桂冠
- 1月26日 - 霜白絕塵
- 2月5日 - 西野花
- 2月11日 - Maruka Diesis
- 2月18日 - Biwa Takehide
- 3月11日 - 戰爭標誌
- 3月12日 - 湘南之戰
- 3月15日 - Sakura Shiny
- 4月13日 - 成田大進
- 4月18日 - Shingun Michael
- 4月29日 - Let It Be
- 4月30日 - Suehiro Jo O
- 5月18日 - Forty Niner
- 5月21日 - Time Fair Lady
- 5月25日 - Shigeru Homerun
- 6月4日 - 美好時機
- 6月7日 - Figaro
- 6月12日 - Arrow Fighter
- 6月17日 - 水到渠成
- 6月22日 - Dynamite Daddy
- 7月21日 - 琵琶晨光
- 7月31日 - 待兼福來
- 8月3日 - 三連冠
- 8月8日 - 淘氣鈴鹿
- 9月5日 - Active Bio
- 9月8日 - Wish Dream
- 9月16日 - 無畏恐龍
- 9月17日 - Arc Vigorous
- 9月24日 - Dantsu Seattle
- 10月7日 - Mambo Twist
- 10月29日 - Outliers
- 10月31日 - 玄晶石
- 11月8日 - Tagano Gold
- 12月5日 - 東商變革
- 12月8日 - 吉兆
- 12月12日 - Ingrandire

### 人物
- 1月13日 - 新山廣道（前騎師、練馬師）
- 1月31日 - 鄉原洋行（前騎師、前練馬師）
- 2月17日 - 高市圭二（前騎師、練馬師）
- 2月18日 - 古井由吉（作家、賽馬雜誌「優駿」隨筆專欄作家、報紙「每日體育」賽前預測專欄作家）
- 3月5日 - 金澤一成（作家、馬經「週刊競馬Book」專欄作家）
- 3月29日 - 志村健（喜劇演員、「Ain Bell」之馬主）
- 5月1日 -佐藤賢二（前騎師、練馬師）
- 6月9日 - 大城敬三（冠名為「ダイワ」之馬主）
- 6月11日 - 服部克久（作曲家、福島競馬場及新潟競馬場平地賽事開場小號作曲者）
- 7月2日 - 手島健兒（前騎師、前練馬師、全國公營競馬練馬師會聯合會榮譽主席）
- 7月6日 - 城地俊光（練馬師）
- 8月20日 - 伊藤正德（前騎師、練馬師）
- 10月4日 - 稻葉道行（練馬師）
- 10月19日 - 橋本善吉（馬主、橋本牧場負責人、北海道馬主協會前會長、參議員及東京奧運會國務大臣橋本聖子之父）、嶋田功（前騎師、前練馬師、前騎師及前練馬師嶋田潤之兄、前騎師嶋田高宏之伯父）
- 11月2日 - 内村寬司（前騎師、練馬師）
- 11月3日 - 國信滿（前騎師、練馬師）
- 11月19日 - 西康幸（前騎師、練馬師、騎師西將太之父）
- 12月12日 - 法理勝弘（練馬師）